# Faculdades Hoyler
As Faculdades Hoyler é uma faculdade privada brasileira fundada em 1985 na cidade de São Paulo. 
A faculdade é composta por três campi, o Campus 1 (São Paulo), Campus 2 (Hortolândia) e o Campus 3 em (Vargem Grande Paulista). A Hoyler é a primeira faculdade especializada em Administração de Recursos Humanos do Brasil. A faculdade oferece cursos de graduação e pós-graduação em diferentes áreas.

## A faculdade
A Hoyler foi fundada pelo professor Dr. Siegfried Hoyler que, obteve em 1985, a autorização para funcionamento da Faculdade Brasileira de Recursos Humanos, em São Paulo, tendo sido esta faculdade a primeira na área de Administração com ênfase em Recursos Humanos no Brasil e, também, a primeira instituição do complexo denominado, atualmente, Faculdades Hoyler.
A instituição pauta suas atividades pela filosofia cristã. Assim, esta reflete um conjunto de crenças que norteiam seus princípios, valores, missão e objetivos, refletindo ações norteadas para "unindo saber e servir". 
O "saber" refere-se aos conhecimentos adquiridos pela comunidade acadêmica nas Faculdades Hoyler, referentes ao ensino, à pesquisa e à extensão, para "servir" à sociedade, através de seus serviços, da promoção da cidadania e da ética.
Siegfried foi, ainda, fundador do Instituto Hoyler, hoje um dos mantenedores das Faculdades Hoyler.

## Cursos

### Graduação
- Administração
- Ciências Contábeis
- Sistemas de Informação
- Publicidade e Propaganda
- Jornalismo
- Letras
- Pedagogia

### Pós-graduação
- Educação Especial
- Gestão e Apoio Educacional
- Lingua Portuguesa
- Psicopedagogia Clínica
- Administração de RH
- Psicologia Organizacional
- Administração de Varejo
- Gestão de Cooperativas
- Gestão Ambiental
- Gestão Empresarial
- Literatura Infanto-Juvenil
- MBA em Administração de Recursos Humanos